# Immunbristsjukdom
Inom medicin är immunbristsjukdom ett tillstånd där immunsystemets förmåga att bekämpa infektioner är helt eller delvis nedsatt. Immunbristtillstånd är antingen medfödda eller förvärvade.

## Medfödd immunbrist
De flesta av följande sjukdomar är genetiska och därmed ärftliga.
Sjukdomarna är grupperade enligt den komponent i immunsystemet som saknas.
- Brist på B-celler
  - X-kromosombunden agammaglobulinemi (även kallad "Brutons sjukdom")
  - Selektiv immunoglobulin brist

- Brist på T-celler
  - DiGeorges syndrom
  - Kronisk mukokutan kandidos
  - Hyper-IgM syndrom
  - Interleukin-12 receptor brist

- Brist på både T-celler och B-celler
  - Svår kombinerad immunbrist
  - Wiskott-Aldrich syndrom
  - Ataxia-telangiectasia

- Komplementbrist
  - Ärftligt angioödem
  - Paroxysmal nokturnal hemoglobinuri

- Fagocytbrist
  - Leukocytadehsionsbrist
  - Kronisk granulomatös sjukdom
  - Chédiak-Higashi syndrom
  - Jobs syndrom (Hyper-IgE syndrom)
  - Cyklisk neutropeni
  - Myeloperoxidasbrist
  - Glucose-6-phosphate dehydrogenas brist
  - Interferon-γ brist

## Förvärvad immunbrist
Till de förvärvade immunbristsjukdomar hör tillstånd av ökad infektionskänslighet som beror på tumörsjukdomar, i synnerhet leukemier och lymfom. Förvärvad immunbrist kan även vara ett resultat av kemoterapi mot cancer. Även immunosuppressiva läkemedel som ingår i en behandlingsplan efter organtransplantation eller autoimmun sjukdom ger förvärvad immunbrist.
En av de vanligaste orsakerna till förvärvad immunbrist är AIDS som ett resultat av en HIV-infektion.